# Super Accessories

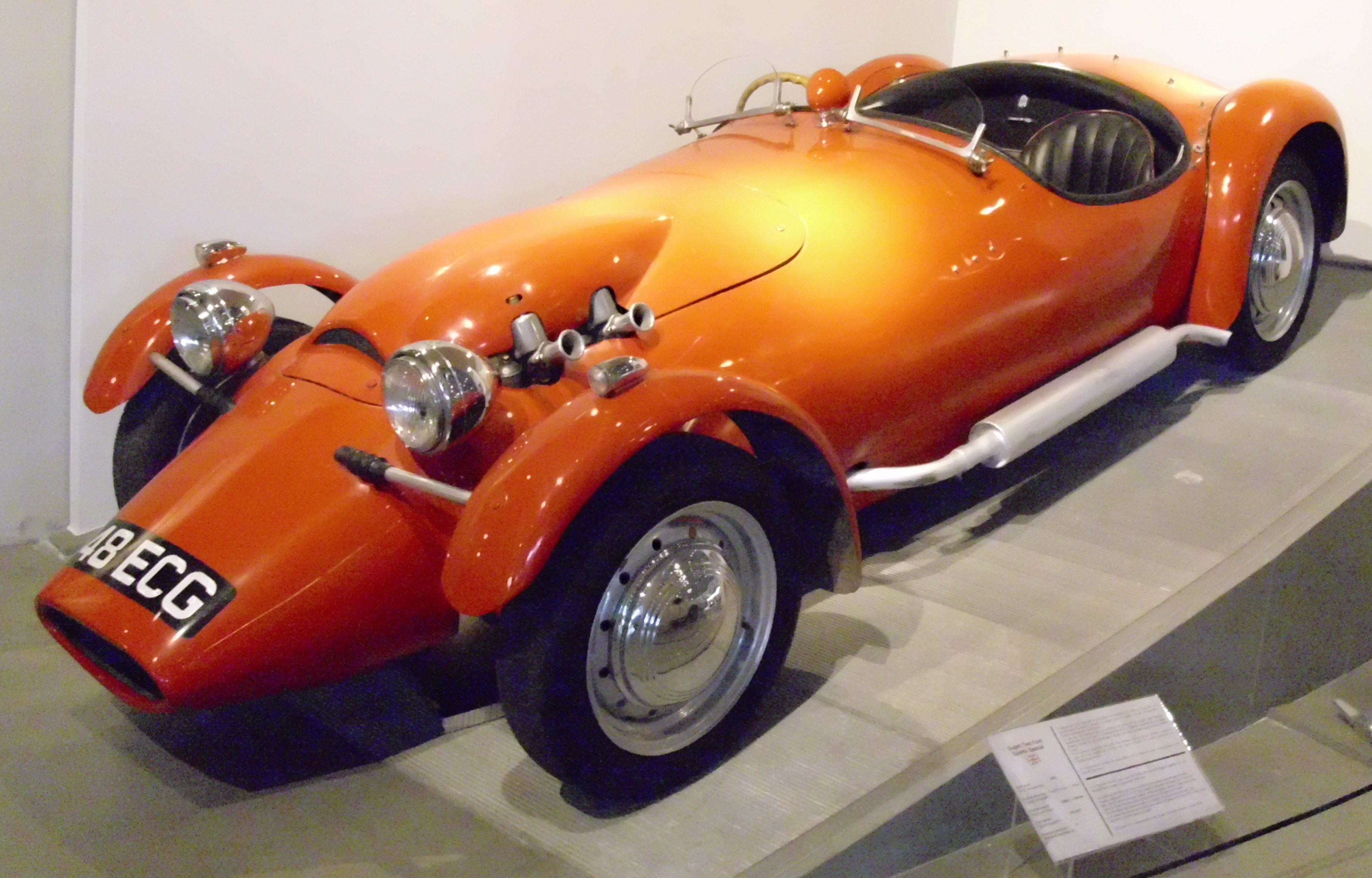
Super Two von 1962

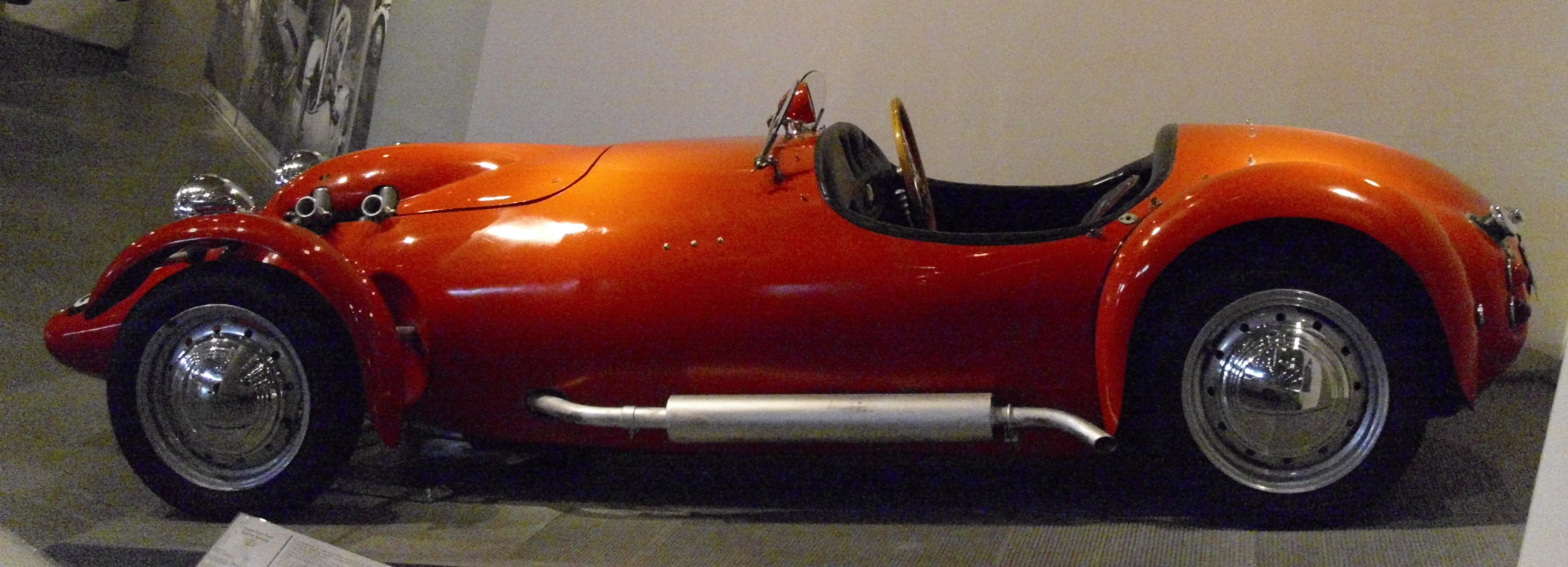
Seitenansicht

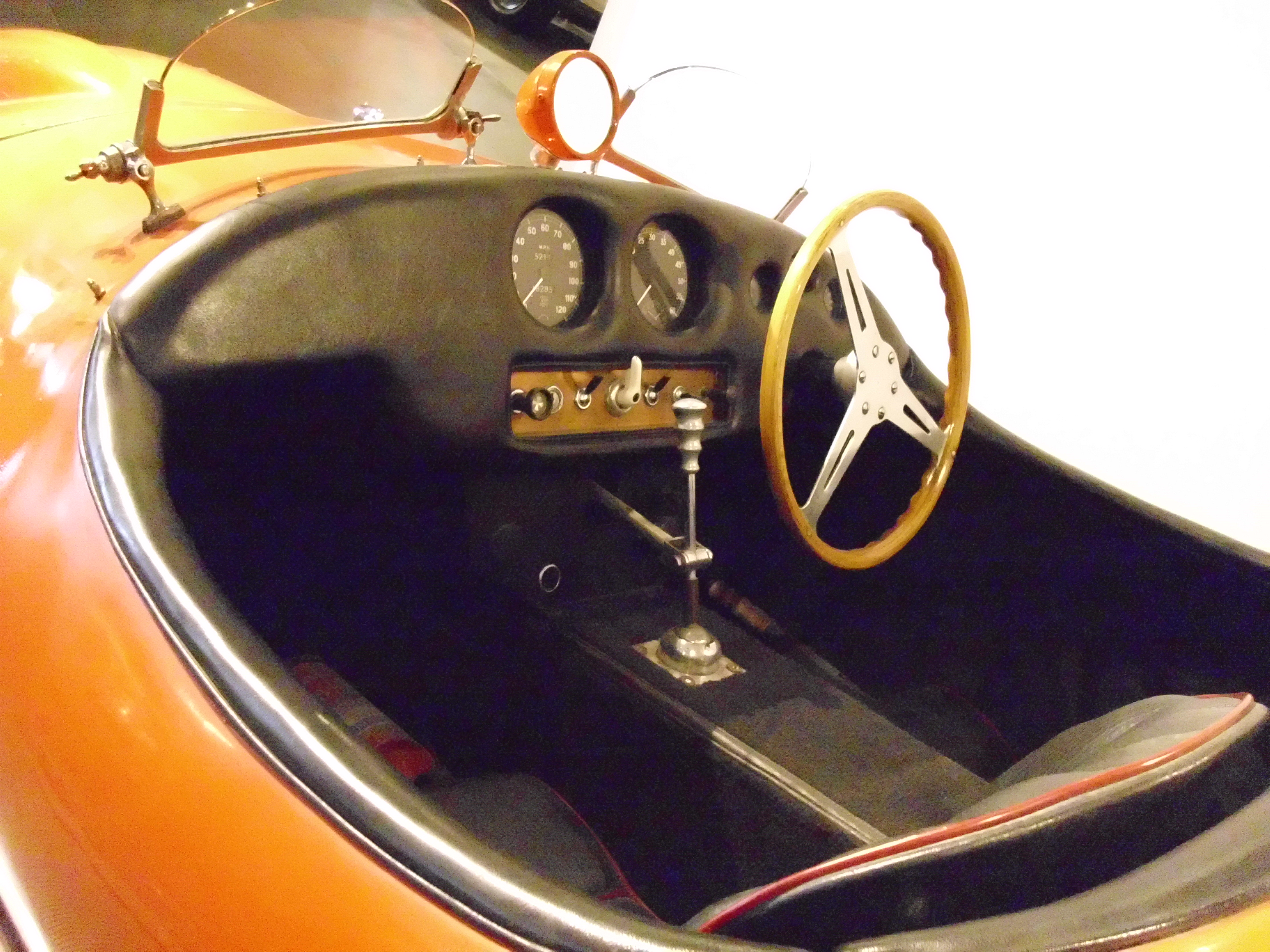
Interieur

Super Accessories Ltd. war ein britischer Hersteller von Automobilen.

## Unternehmensgeschichte
Les Montgomery war in der Möbelbranche tätig. 1957 gründete er das Unternehmen in Bromley im London Borough of Bromley und begann mit der Produktion von Automobilen und Kits. Der Markenname lautete Super, wenngleich gelegentlich auch Super Three und Super Two für zwei spezielle Modelle genannt wird. Außerdem war das Unternehmen im Bereich Fahrzeugtuning tätig, verkaufte Fahrzeuge von S. E. Hamblin, veranstaltete im Mai 1961 eine Kit Car Show in Biggin Hill, die möglicherweise die erste ihrer Art war, und übernahm 1962 Markham-Peasey Laminated Plastics, die den Markham-Peasey herstellten. 1965 endete die Produktion. Insgesamt entstanden etwa 265 Exemplare.

## Fahrzeuge
Das erste Modell war der 750. Die offene Karosserie bestand aus Aluminium und bot Platz für zwei Personen. Zwischen 1957 und 1963 entstanden 20 Exemplare.
Das Modell Sportsman kam in der gleichen Zeit nur auf 15 Exemplare. Die Basis stellte das Fahrgestell vom Austin 7. Die von Jim Shaw entworfene offene zweisitzige Karosserie war flacher und wirkte moderner als die des 750.
Das erfolgreichste Modell war der Two mit 200 Exemplaren zwischen 1960 und 1965. Ein Rohrrahmen von Bowden Engineering mit 228 cm (90 Inch) Radstand bildete die Basis. Ein Vierzylindermotor vom Ford Prefect (E 93 A) trieb das Fahrzeug an. Die Karosserie aus Fiberglas hatte mitlenkende vordere Kotflügel. Sie entstand in Zusammenhang mit Hamblin. Der Bausatz kostete ohne Motor 99 Pfund. Leighton Motor Company aus Biddenden unter Leitung von Stuart Souter versuchte zwischen 2008 und 2009, dieses Modell wieder aufleben zu lassen.
Der Three ähnelte dem Two, basierte allerdings auf dem Ford Popular. Zwischen 1961 und 1965 entstanden 30 Exemplare.
Im Hellenic Motor Museum in Athen ist ein Super Two von 1962 ausgestellt.